# Myrmothera campanisona
Myrmothera campanisona là một loài chim trong họ Grallariidae.